# 埃爾米什科韋
46°55′29″N 29°48′22″E / 46.92472°N 29.80611°E
葉爾米什科韋（烏克蘭語：Єрмішкове）是位於烏克蘭西南部的村莊，由敖德萨州羅茲季利納區的大米哈伊利夫卡市鎮負責管轄。該村始建於1901年，面積0.49平方公里，海拔高度43米，2001年人口74，人口密度每平方公里151.02人。